# José María Mieres Muró
José María Mieres Muró (Montevideo, Uruguay, 3 de marzo de 1919 - Montevideo, Uruguay, 6 de marzo de 2003) fue un arquitecto y político uruguayo, quien se desempeñó como vicepresidente del Banco Hipotecario del Uruguay (BHU) en 1990-1992 y como ministro de Vivienda, Ordenamiento Territorial y Medio Ambiente en el año 1992. Fue también Presidente de la Comisión Honoraria Administradora del Fondo para la Erradicación de la Vivienda Rural Insalubre (MEVIR).

## Primeros años
Nació en Montevideo el 3 de marzo de 1919.
Cursó estudios en la Facultad de Arquitectura de la Universidad de la República, donde en julio de 1951 obtuvo el título de Arquitecto.
Tuvo actividad docente, entre otras, como ayudante del taller Gómez Gavazzoy luego profesor de la cátedra de taller de anteproyectos. Fue también miembro del Consejo de dicha Facultad.
Fue vicepresidente de la Sociedad Uruguaya de Arquitectos. En el ámbito privado ejerció su profesión y se desempeñó asimismo como asesor en ALALC y en IBM Uruguay.

## Primeros cargos públicos
Integró el cuerpo técnico del Instituto Nacional de Viviendas Económicas (INVE),del que fue Jefe de Estudios y Proyectos hasta su renuncia en 1970.
En 1962 fue contratado por el Ministerio de Ganadería y Agricultura para planificar y proyectar nuevos edificios en el Centro de Investigaciones Veterinarias “Miguel C. Rubino”.

## Mevir
Tras la creación a fines de 1967 del Fondo para Erradicación de la Vivienda Rural Insalubre (MEVIR), en abril de 1968 Mieres Muró fue nombrado miembro de la primera Comisión Administradora del mismo, que presidía Alberto Gallinal Heber.
En 1985 fue ratificado como Vocal de dicha Comisióny en 1990 pasó a ser Vicepresidente de la misma.
Tras la muerte de Gallinal en 1994, Mieres Muró asumió la Presidencia de la Comisión Administradora de MEVIR, la que ocupó por nueve años hasta su propio fallecimiento.

## Actividad político partidaria
Adherente al Partido Nacional, participó en la elaboración de su programa de gobierno para las elecciones de 1989 y figuró como tercer suplente del candidato de dicho Partido a la Intendencia de Montevideo Carlos Cat.

## Banco Hipotecario del Uruguay
El 12 de junio de 1990, previa venia otorgada por la Cámara de Senadores, fue nombrado por el nuevo gobierno de Luis Alberto Lacalle como miembro del Directorio del Banco Hipotecario del Uruguay (BHU),pasando a ocupar la Vicepresidencia del mismo.
Permaneció en el cargo durante más de un año y medio, hasta su nombramiento como ministro, siendo entonces reemplazado por Eduardo Palacios Maceira.

## Ministro de Vivienda, Ordenamiento Territorial y Medio Ambiente
El 18 de febrero de 1992 el presidente Lacalle lo designó como Ministro de Vivienda, Ordenamiento Territorial y Medio Ambiente, sucediendo en el cargo al renunciante Raúl Lago.
Con casi 73 años al momento de su nombramiento, Mieres Muró fue la persona de mayor edad en ocupar un cargo ministerial en todo el período presidencial de Lacalle. Acompañado en la subsecretaría por Julio César Baliño, ocupó la titularidad de la cartera durante diez meses. 
Presentó su renuncia en diciembre de 1992, siendo reemplazado interinamente por el ministro del Interior Juan Andrés Ramírez,hasta la designación en enero de 1993 de Manuel Antonio Romay como nuevo ministro.

## Otros cargos
En julio de 1989 fue nombrado integrante de una Comisión Honoraria para implementar soluciones de vivienda para habitantes de determinados hoteles clausurados.
También representó al Poder Ejecutivo en una Comisión Especial para la preservación urbana y valorización ambiental de Punta Carretas,e integró la Asesoría del Programa de Inversión Social, a la que renunció en 1993.

## Vida personal. Fallecimiento
Era hijo de José María Mieres Reyes y de Evangelina Muró Rivas,quienes se casaran en 1918.
Contrajo matrimonio en noviembre de 1948 con Elcira Visillac Bugallo,con quien tuvo tres hijos, José María, Juan Manuel y Amparo Mieres Visillac.
Tras enviudar en 1978,tres años después se casó en segundas nupcias con Beatriz Esther San Román Bascou.
Su hijo José María Mieres Visillac se desempeñó como diputado suplente por el Partido Nacional en la XLV Legislatura, reemplazando a Jaime Trobo mientras ocupó el cargo de Ministro de Deporte entre 2000 y 2002.
José María Mieres Muró era tío paterno del también político y ministro Pablo Mieres, hijo de su hermano menor Andrés Mieres Muró.
Falleció en Montevideo el 6 de marzo de 2003, poco después de cumplir 84 años de edad.El gobierno de Jorge Batlle dispuso se le tributaran honores fúnebres a sus restos.La Cámara de Representantes le rindió homenaje pocos meses después.